# Nicolaus Cnattingius
Nicolaus Cnattingius, född 3 februari 1588 i Skeppsås socken, död 24 mars 1672 i Västerlösa socken, var en svensk präst.

## Biografi
Nicolaus Cnattingius föddes 3 februari 1588 i Skeppsås socken. Han var son till kyrkoherden Sveno Cnattingius. Cnattingius blev 13 november 1609 student vid Uppsala universitet och prästvigdes 10 maj 1614 till sacellanus hos superintendenten Sylvester Johannis Phrygius i Skövde. Han blev 1616 skvadronspredikant vid Östgöta infanteriregemente och deltog i krigen i Polen och Lifland. År 1622 blev han kyrkoherde i Västerlösa församling. Han avled 24 mars 1672 i Västerlösa socken och begravdes 4 april samma år av lektorn Ericus Simonius Löfgren.
Under Cnattingius tid byggdes Västerlösa kyrka ut.

### Familj
Cnattingius gifte sig första gången 1621 med Christina Thorbjörnsdotter (död 1622). Hon var dotter till kyrkoherden Torbernus Svenonis i Svinstads socken. Cnattingiusgifte sig andra gången 1624 med Sigrid Eriksdotter (död 1627). Hon var dotter till kyrkoherden i Rappestads socken. De fick tillsammans barnen Ericus Westerlös (1625–1654) och Christina (1627–1687).
Cnattingius gifte sig tredje gången 10 oktober 1630 med Margareta Botvidsdotter (1608–1688). Hon var dotter till kyrkoherden Bothvidus Jonæ i Vånga socken. De fick tillsammans barnen Sveno Cnattingius (1631–1687), Botvid (1633–1694),  Elias, Maria, Jonas (född 1640), Johannes (född 1642) och en dotter (1646–1646).